# Пакстон Помикал
Пакстон Помикал (англ. Paxton Pomykal, нар. 17 грудня 1999, Льюїсвілл, Техас) — американський футболіст, півзахисник клубу «Даллас».

## Клубна кар'єра
Народився 17 грудня 1999 року в місті Леїзвілле. Вихованець футбольної школи клубу «Даллас». 2 березня 2017 року в матчі Ліги чемпіонів КОНКАКАФ проти панамського «Арабо Унідо» Пакстон дебютував за основний склад. 12 березня 2017 року в матчі проти «Спортінг Канзас-Сіті» він дебютував у MLS.

## Виступи за збірну
У 2018 році у складі молодіжної збірної США Помикал взяв участь в молодіжному чемпіонаті КОНКАКАФ у Панамі, допомігши своїй команді здобути золоті медалі турніру. Цей результат дозволив команді кваліфікуватись на молодіжний чемпіонат світу 2019 року, куди поїхав і Пакстон.

## Титули і досягнення
- Чемпіон КОНКАКАФ (U-20): 2018